# Rychlostní silnice R9 (Slovensko)
Rychlostní silnice R9 (R9) je nerealizovaný projekt plánované, asi 98 km dlouhé rychlostní silnice na Slovensku, která měla po svém vybudovaní spojit Lipníky, Humenné a Sninu. Vypracování studií a podkladů k zahájení výstavby se zavázala vypracovat vláda Slovenské republiky ve svém programovém prohlášení z 3. srpna 2010. Protože nevznikly žádné studie, nebyla známa ani její přesná délka, ani její trasování. Měla však být vedena v koridorech silnic I/18 a I/74.
Podle informací ze srpna 2012 má být projekt R9 ministerstvem dopravy zastaven. Důvodem má být skutečnost, že R9 by byla rovnoběžná s dálnicí D1, a tudíž nadbytečná. Podle ministerstva o ní také není zmínka v žádných strategických dokumentech. Podle jednoho z kritiků rozhodnutí je intenzita 6000 aut denně, kterou používá ministerstvo poddimenzovaná. Za hlavní přínos R9 považují přístupnost regionu.
V roce 2016 byla zadaná studie realizovatelnosti stavby, tvořené přeložkami a rekonstrukcemi silnie I/18 a I/74, jako náhrada za R9.